# Alacht
Alacht (ou Alasht ; en persan : آلاشت / Âlâšt) est une bourgade du nord de l'Iran, dans la province du Mazandéran. Elle est entourée de montagnes, ce qui lui procure un climat plus frais que la moyenne de la province.
Alasht est le lieu de naissance de Reza Pahlavi (1878-1944).